# Меллулеш (округ)
Меллулеш (араб. معتمدية ملولش) — округ в Тунісі. Входить до складу вілаєту Махдія. Центр округу — м. Меллулеш. Станом на 2004 рік загальна чисельність населення становила 19464 особи.